# Proechimys guyannensis
Proechimys guyannensis är en däggdjursart som först beskrevs av Étienne Geoffroy Saint-Hilaire 1803.  Proechimys guyannensis ingår i släktet Proechimys och familjen lansråttor. Inga underarter finns listade i Catalogue of Life. Wilson & Reeder (2005) skiljer mellan 6 underarter.
Denna gnagare förekommer i regionen Guyana och i angränsande regioner av Brasilien och Venezuela. Den vistas i låglandet och i kulliga områden upp till 500 meter över havet. Habitatet utgörs av skogar samt av galleriskogar. Proechimys guyannensis besöker ibland kulturlandskap.
Arten är aktiv på natten. Den har främst frukter samt frön och svampar som föda. Antagligen finns en fast parningstid men det saknas data angående tidpunkten. Ibland delar arten sitt revir med Proechimys cuvieri.